# Leptotyphlops nigricans
Leptotyphlops nigricans – endemiczny gatunek węża z rodziny węży nitkowatych (Leptotyphlopidae).
Gatunek ten osiąga długość do 19,5 cm. Ciało w kolorze ciemnobrązowym do czarnego.
Występuje na terenie Południowej Afryki na sawannach. Dawniej gatunek ten był znacznie szerzej ujmowany, ale populacje wcześniej uznawane za Leptotyphlops nigricans zostały przydzielone do L. aethiopicus, L. emini, L. howelli, L. kafubi, L. keniensis, L. macrops, L. mbanjensis i L. pembae.